# 10662 Peterwisse
10662 Peterwisse eller 3201 T-2 är en asteroid i huvudbältet som upptäcktes den 30 september 1973 av den nederländsk-amerikanske astronomen Tom Gehrels och det nederländska astronomparet Ingrid van Houten-Groeneveld och Cornelis Johannes van Houten vid Palomarobservatoriet. Den är uppkallad efter Peter Wisse.
Asteroiden har en diameter på ungefär 6 kilometer.